# Speedway (Indiana)
Speedway is een plaats (town) in de Amerikaanse staat Indiana, en valt bestuurlijk gezien onder Marion County. Speedway is in 1912 gesticht als een voorstad van Indianapolis. Het kreeg z'n naam van de Indianapolis Motor Speedway, nadat er een jaar eerder in 1911 de eerste editie  van de Indianapolis 500 was verreden. 
Speedway is een vroeg voorbeeld van een geplande woonstad voor dichtbijgelegen industrie. Carl G. Fisher, James A. Allison, Frank Wheeler en Arthur Newby, stichters van de Indianapolis Motor Speedway, planden het dorp Speedway ten zuiden van de racebaan. Fisher en Allison bezaten fabrieken in de buurt die arbeiders nodig hadden, de Prest-O-Lite fabriek en de Allison Engine Company. De stichters hadden als doel een stad te creëren zonder paarden.

## Demografie
Bij de volkstelling in 2000 werd het aantal inwoners vastgesteld op 12.881.
In 2006 is het aantal inwoners door het United States Census Bureau geschat op 12.416, een daling van 465 (-3,6%).

## Geografie
Volgens het United States Census Bureau beslaat de plaats een oppervlakte van 12,3 km², vrijwel geheel bestaande uit land.

## Plaatsen in de nabije omgeving
De onderstaande figuur toont nabijgelegen plaatsen in een straal van 12 km rond Speedway.